# Ibycus rachelae
Espèce
Ibycus rachelae est une espèce de limaces, verte et jaune et mesurant près de 4 cm. Au repos elle maintient sa longue queue le long de son corps. Ce comportement rappelant celui du chat domestique, l'espèce faillit être nommée Ibycus felis, mais pris finalement le nom de la petite amie de Menno Schilthuizen, l'un des deux découvreurs.
Ibycus rachelae fut découverte dans le cœur de Bornéo à 1 900 m d'altitude, sur le mont Kinabalu situé dans le Sabah, et décrite en 2008. Chez cette espèce, la femelle lance à son partenaire des love darts (traduit en « fléchettes d'amour » par la presse francophone) contenant des hormones visant à augmenter la capacité reproductrice du mâle.

## Référence
- (en) M. Schilthuizen et T.S. Liew, « The slugs and semislugs of Sabah, Malaysian Borneo (Gastropoda, Pulmonata: Veronicellidae, Rathouisiidae, Ariophantidae, Limacidae, Philomycidae) », Netherlands Malacological Society, Leiden, vol. 72, nos 4-6,‎ 2008, p. 287-306